# Distrito de Irkutsky
El Distrito de Irkutsky (en ruso: Ирку́тский райо́н) es un distrito administrativo, uno de los treinta y tres en el Oblast de Irkutsk, en Rusia. Municipalmente, pertenece al distrito municipal de Irkutsky y está localizado en el del sur del oblast. El área del distrito es de 11.300 kilómetros cuadrados. Su centro administrativo es la ciudad  de Irkutsk. Según el censo de 2010, la población total del distrito era de 84.322 habitantes.

## Historia
El distrito se estableció en 1937.

## Estado administrativo y municipal
Dentro del marco de divisiones administrativas, Irkutsky es uno  de los treinta y tres distritos del oblast. La ciudad de Irkutsk sirve como su centro administrativo, a pesar de ser una unidad administrativa con un estatus igual a los distritos.
La ciudad de Irkutsk está administrativamente por separado del distrito, llamado el Okrug Urbano de Irkutsk.